# مارجيت يونسن
مارجيت يونسن (بالنرويجية: Margit Johnsen)‏ (و. 1913 – 1987 م)، متسابقة يخت نرويجية، توفيت عن عمر يناهز 74 عاماً.

## جوائز
حصلت على جوائز منها:
- St. Olav's Medal with Oak Branch [الإنجليزية]‏
- War Medal (Norway) [الإنجليزية]‏
- ميدالية الإمبراطورية البريطانية [الإنجليزية]‏.